# Amerikaanse mammoet
De Amerikaanse mammoet (Mammuthus columbi) is een mammoet die nauw verwant is aan de in Europa bekendere wolharige mammoet. Deze soort leefde ongeveer 10.000 tot 100.000 jaar geleden in Noord-Amerika tot aan het zuiden van Midden-Amerika. Rancho La Brea in Californië is een van de belangrijkste vindplaatsen van deze mammoet. De soort was eerder geclassificeerd als Archidiskodon imperator maibeni.

## Beschrijving
Een gemiddelde Amerikaanse mammoet was 3,5 tot 4 meter hoog bij de schouder en woog zeven tot negen ton. Daarmee was het een van de grootste olifanten ooit. Deze olifantachtige voedde zich voornamelijk met gras, wat een zware aanslag betekende op het gebit van het dier. Ook  bladeren, twijgen en vruchten stonden op het menu. Tijdens het leven werden de kiezen drie keer gewisseld en de mammoet stierf van honger wanneer de laatste kiezen versleten waren. Dit zal overigens pas het geval zijn geweest na 60 tot 80 jaar. Opvallend waren verder de grote elkaar deels overlappende slagtanden. In tegenstelling tot de mammoeten uit de noordelijke streken, was de Amerikaanse mammoet waarschijnlijk niet zo sterk behaard. Dit dier zal er meer zoals de hedendaagse olifanten uit hebben gezien. De vrouwelijke mammoeten leefden met hun jongen in kuddes tot twintig individuen, die geleid werden door een dominant wijfje. Mannelijke dieren verlieten de kuddes, wanneer ze volwassen waren.
Ongeveer 12.000-10.000 jaar geleden stierf de Pleistocene Amerikaanse mammoet uit, waarschijnlijk door een combinatie van habitatverlies doordat graslanden verdwenen en dichte bossen ontstonden, en overbejaging door de mens. Er zijn verschillende aanwijzingen in de fossielen gevonden waaruit blijkt dat de mammoeten werden bejaagd door de vroege indianen, zoals wervels die gebroken zijn door een enorme steen en afdrukken van stenen speren op de botten.